# Regijski park
Regijski park je zaokroženo območje prvobitne in kultivirane narave in združuje obsežno območje regijsko značilnih ekosistemov in krajine. Značilna krajina in naravne znamenitosti regijskega parka imajo več kot le lokalni pomen. Po stopnji ohranjenosti narave jih uvrščamo za stopnjo nižje kot narodne parke. 
Funkcije regijskega parka so ohranjanje naravnih ekosistemov in značilne krajine, spodbujanje trajnostnega razvoja ter omogočanje človekove aktivne sprostitve in rekreacije v naravnem okolju.
Slovenija ima 1 narodni park, 3 regijske parke in 40 krajinskih parkov. 